# هربرت جورج ويلز
هربرت جورج ويلز (بالإنجليزية: H. G. Wells) مواليد 21 سبتمبر 1866 في كنت، إنجلترا - الوفاة 13 أغسطس 1946 في لندن، إنجلترا، كان كاتبا إنجليزيا غزير الإنتاج في مجالات أدبية متعددة. ألّف أكثر من خمسين رواية وعشرات القصص القصيرة. كما شملت مؤلفاته غير الخيالية أعمالًا في النقد الاجتماعي والسياسة والتاريخ والعلوم الشعبية والسخرية والسيرة الذاتية والمذكرات. يُعرف ويلز اليوم بشكل أساسي برواياته الرائدة في أدب الخيال العلمي، وقد لُقّب بـ «أبو الخيال العلمي».
إلى جانب شهرته الأدبية، كان ويلز في حياته شخصية بارزة بوصفه  ناقدا اجتماعيا متطلّعا إلى المستقبل، بل وذا نزعة نبوئية أحيانًا، إذ سخّر مواهبه الأدبية لبناء رؤية تقدمية على مستوى عالمي. وبصفته مستقبلياً، ألّف عددا من الأعمال الطوباوية وتنبأ بظهور الطائرات والدبابات ورحلات الفضاء والأسلحة النووية والتلفاز الفضائي، بل وحتى ما يشبهشبكة الإنترنت. تخيّل في رواياته الخيالية العلمية السفر عبر الزمن والغزو الفضائي والقدرة على الاختفاء والهندسة البيولوجية قبل أن تصبح هذه الموضوعات مألوفة في الأدب. أطلق براين ألديس على ويلز لقب «شكسبير الخيال العلمي»، بينما وصفه تشارلز فورت بأنه «موهبة جامحة».
جعل ويلز أعماله مقنعة عبر إدخال تفاصيل حياتية مألوفة جنبًا إلى جنب مع افتراض خارق واحد في كل عمل، وهو ما عُرف لاحقًا باسم «قانون ويلز»، الأمر الذي دفع جوزيف كونراد إلى أن يحييه عام 1898 بقوله: «أيها الواقعي في عالم الخيال!». من أبرز أعماله في أدب الخيال العلمي رواية آلة الزمن ‏(1895)، التي كانت أولى رواياته القصيرة، وجزيرة الدكتور مورو ‏(1896) والرجل الخفي ‏(1897) وحرب العوالم ‏(1898) وأوائل الرجال على القمر (1901) ورواية الخيال العلمي العسكري الحرب في الجو ‏(1907)، ورواية الديستوبيا النائم يستيقظ ‏(1910). أما رواياته ذات الطابع الواقعي الاجتماعي مثل كيبز ‏(1905) وتاريخ السيد بولي ‏(1910)، التي وصفت حياة الطبقة الوسطى الدنيا في إنجلترا، فقد دفعت النقاد إلى القول إنه جدير بأن يكون خلفًا لتشارلز ديكنز. غير أن ويلز تناول في كتاباته طيفاً واسعاً من الطبقات الاجتماعية، وحاول في روايته تونو-بونغي ‏(1909) تقديم تشخيص شامل للمجتمع الإنجليزي. وقد رُشِّح ويلز أربع مرات لنيل جائزة نوبل في الأدب .
كان تدريب ويلز التخصصي الأول في مجال علم الأحياء، وقد تشكّل تفكيره في القضايا الأخلاقية ضمن سياق دارويني. كما كان اشتراكياً صريحاً منذ شبابه، وغالباً ما تعاطف مع الآراء السلمية (وإن لم يكن دائماً، كما في بداية الحرب العالمية الأولى). وفي سنواته اللاحقة كتب القليل من الأدب الخيالي وركّز أكثر على مؤلفات يعرض فيها رؤاه السياسية والاجتماعية، وكان أحيانا يقدّم مهنته على أنها «صحفي». عانى ويلز من مرض السكري، وقد شارك عام 1934 في تأسيس الجمعية الخيرية رابطة مرضى السكري البريطانية.

## سيرته
ولد هـ. ج. ويلز في بروملي في مقاطعة كنت في إنجلترا. كان أصغر إخوته الثلاثة لأب صاحب دكان ولاعب كريكيت وأم ربة بيت وكانت عائلته من الطبقة الوسطى السفلى. لم يكمل ويلز تعليمه المدرسي إذ اضطر لترك مقاعد الدراسة والعمل مساعدا لتاجر أقمشة بعد إفلاس والده. قام ويلز لاحقا بوصف عمله هذا ما بين السنين 1880 حتى 1883 في روايته Kipps.
عام 1889 بدأ ويلز دراسته في مدرسة «ميدهيرست» وفي جيل 18 عاما حصل على منحة تعليمية في مدرسة العلوم في لندن. درس ويلز علم الأحياء لدى عالم الأحياء المعروف ت. هـ. هاكسلي واشترك في حلقات علمية وكتب في مجلة الجامعة العلمية. في تلك السنين بدأ اهتمامه بالإصلاحات الاجتماعية، ومال نحو الأفكار الاشتراكية. مع الوقت فقد ويلز اهتمامه بالدراسة وترك التعليم عام 1887. قام بالتدريس لمدة أربع أعوام في مدارس خاصة ولم يحصل على اللقب الجامعي الأول حتى عام 1890.
عام 1891 سكن في لندن وتزوج ابنة عمه إيزابيل. استمر ويلز بالعمل في التدريس حتى عام 1893 حين قرر أن يتفرّغ كليّا للكتابة. عام 1894 ترك ويلز زوجته إيزابيل من أجل إحدى طالباته، إيمي كاثرين روبينس، التي تزوجها عام 1895 وقد ولد لهم ابنان جورج فيليب وفرانك ريتشارد. إلا أن ويلز لم يكن زوجا مخلصا وقد كانت له عدة علاقات غرامية.
كانت رواياته منذ البداية من الخيال العلمي، نُشِرت روايته الأولى عام 1895 وحملت عنوان آلة الزمن وقد حظيت بنجاح بين القراء. نشر روايته الثانية عام 1896 بعنوان «جزيرة الدكتور مورو» عن عالم مجنون يحول الحيوانات إلى كائنات بشرية. عام 1897 نشر الرجل الخفي عن عالم ينجح بإخفاء نفسه ونشر حرب العوالم عام 1898 عن غزو كائنات مريخية للأرض. روايته أول رجال على سطح القمر تعتبر تنبؤاً في أساليب ريادة الفضاء.
كتب ويلز أيضا روايات ليست من صنف الخيال العلمي مثل «الحب والسيد لويشام» و«كيبس» كما نشر كتابه توقعات عام 1901 وكان نشر مسبقا متسلسلا في إحدى المجلات تحت عنوان «تجربة في التنبؤ» محاولا التنبؤ بوضع العالم عام 2000 وقد نجح بالتنبؤ ببعض الأحداث مثل تطور السيارات والقطارات مما سبّب نزوح البشر من المدن والسكن في الضواحي، انحلال القيود الاجتماعية على العلاقات الجنسية، فشل العسكرية الألمانية ونشوء الاتحاد الأوروبي؛ لكنه فشل في بعض توقعاته مثل اعتقاده أن الإنسان لن ينجح بالطيران حتى خمسينات القرن العشرين واعتقاده باستحالة نجاح الغواصات. وقد كان كتابه هذا أول كتاب يحظى برواج واسع.
عام 1909 نشر روايته «آن فيرونيكا» التي عرض فيها آراء نسوية يصف فيها نضوج آن فيرونيكا من طفلة ساذجة إلى شابة تمثل «المرأة الجديدة» أثارت الرواية ضجة كبيرة بسبب آرائها وبسبب تشابه اسمها باسم أمبر ريفز بينما دارت شائعات بأن ويلز أقام معها علاقة غرامية. وكان من وصف الرواية بأنها سم روحي، وتم الادعاء أن الرواية تفسد الجيل الشاب.
انضم ويلز إلى الجمعية الفابية في لندن لكنه سرعان ما اختلف مع قادتها ومنهم برنارد شو. وقد كانت لتجربته أثرا في كتابه «مكيافيللي الجديد» (1911) الذي يصف فيه أعضاء الجمعية الفابية المعروفين. عام 1913 نشر «العالم يتحرر» (The world set free) يحذر فيه من مخاطر الحروب وتنبأ فيه بالحرب الوشيكة. بالإضافة إلى ذلك فقد ذكر في الكتاب إمكانية بناء قنبلة ذرية ورغم أن المبادئ العلمية التي ذكرها (قنبلة مبنية من الراديوم) لم تكن صحيحة إلا أنه تنبأ بقنبلة يمكنها محو مدينة كاملة كما أن بعض العلماء الذين عكفوا في سنوات الثلاثين والأربعين من القرن العشرين على تطوير القنبلة الذرية قالوا أنهم استمدوا الفكرة من كتاب ويلز هذا.
بعد انتهاء الحرب العالمية الأولى نشر عام 1920 موجز تاريخ العالم في مجلدين ليكون من أول من كتب التاريخ متوجها إلى عامة الشعب. رغم الرواج لاقى كتابه هذا العديد من الانتقادات من مؤرخين محترفين إلا أن أرنولد توينبي مدَحه قائلا أن هذا الكتاب من أفضل المقدمات في موضوع التاريخ. كما نشر «علوم الحياة» في 9 مجلدات بين الأعوام 1930 - 1934 الذي شارك بكتابته جوليان هكسلي وجورج فيليب ويلز. كما نشر أيضا «محاولات في السيرة الذاتية» عام 1934.
عام 1914 زار ويلز روسيا للمرة الأولى ورأى أن النظام فيها قمعي وفاسد. كانت لويلز عدّة اعتراضات على الممارسات السوفييتية إلا أنه تفهّم أهداف ثورة أكتوبر، عام 1920 زار الاتحاد السوفييتي والتقى لينين. في العشرينات كان مرشح حزب العمال للبرلمان. بين السنوات 1924 حتى 1933 عاش في فرنسا وفي السنوات 1934 - 1946 ترأّس جمعية الكتاب العالمية PEN.

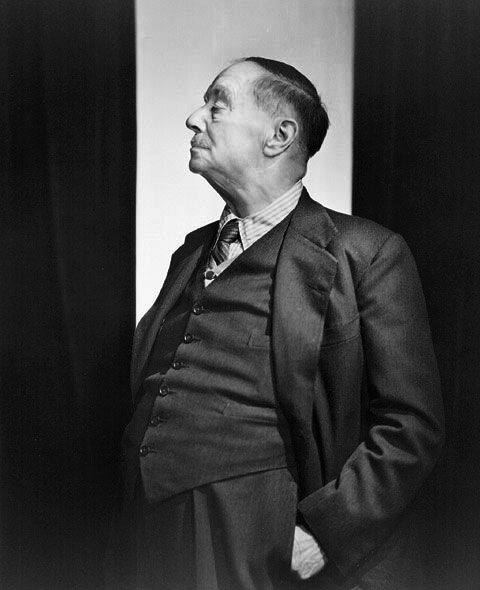
ويلز عام 1943

عام 1934 التقى بستالين وروزفلت محاولا، دون جدوى، أن يثير اهتمامهم بآرائه. بعد لقائه بستالين خاب أمل ويلز من الشيوعية وفي كتابه «الإرهاب المقدس» The Holy Terror عام 1939 يصف التطور النفسي لطاغية عصري مستوحيا شخصيته من ستالين، هتلر وموسوليني.
أثناء الحرب العالمية الثانية عاش ويلز في ريجنس بارك في لندن، وقد رفض مغادرتها رغم القصف. كتابه الأخير Mind at the End of its Tether المنشور عام 1945 يحمل نظرة متشائمة حول مستقبل البشرية. توفي ويلز في 13 أغسطس 1946.

## من كتابته
من أهم مؤلفات هربرت جورج ويلز
- الرجل الخفي
- حرب العوالم
- أوائل الرجال على القمر
- طعام الآلهة وكيف أتى إلى الأرض
- الحرب في الهواء
- آن فيرونيكا
- تاريخ مستر بوللى
- ماكيا فيللى الجديد
- الزواج
- العطلة
- روح المطران
- آلة الزمن
- صانع الألماس
- النائم يستيقظ

و العديد من الروايات والقصص القصيرة الأخرى بالإضافة إلى الكثير من المقالات والدراسات في التاريخ والاجتماع.

## وصلات خارجية
- كتب ومؤلفات هربرت جورج ويلز على موقع مؤسسة هنداوي للتعليم والثقافة
- هربرت جورج ويلز على موقع IMDb (الإنجليزية)
- هربرت جورج ويلز على موقع الموسوعة البريطانية (الإنجليزية)
- هربرت جورج ويلز على موقع مونزينجر (الألمانية)
- هربرت جورج ويلز على موقع ألو سيني (الفرنسية)
- هربرت جورج ويلز على موقع ميوزك برينز (الإنجليزية)
- هربرت جورج ويلز على موقع قاعدة بيانات برودواي على الإنترنت (الإنجليزية)
- هربرت جورج ويلز على موقع إن إن دي بي (الإنجليزية)
- هربرت جورج ويلز على موقع أول ميوزيك (الإنجليزية)
- هربرت جورج ويلز على موقع ديسكوغز (الإنجليزية)
- هربرت جورج ويلز على موقع قاعدة بيانات الفيلم (الإنجليزية)
- هربرت جورج ويلز  على قاعدة بيانات الخيال التأملي على الإنترنت